# (22873) Heatherholt
(22873) Heatherholt est un astéroïde de la ceinture principale d'astéroïdes.

## Description
(22873) Heatherholt est un astéroïde de la ceinture principale d'astéroïdes. Il fut découvert le 7 septembre 1999 à Socorro (Nouveau-Mexique) par le projet LINEAR. Il présente une orbite caractérisée par un demi-grand axe de 2,41 UA, une excentricité de 0,20 et une inclinaison de 3,5° par rapport à l'écliptique.

## Compléments